# ガリヒティ湖
ガリヒティ湖（Garichtisee）は、スイスのグラールス州のシュヴァンデンの上にあるメットメナルプの貯水池で湖の表面積は16ヘクタール（40エーカー）。